# Бракел (Гелдерланд)
Бракел (нід. Brakel) — село в нідерландській провінції Гелдерланд. Входить до муніципалітету Залтбоммел.
Його площа становить 10,40км², а населення станом на 2021 рік складало 3 050 осіб.
Перша згадка про населений пункт датується 1212 роком. До 1999 року мало статус окремого муніципалітету.

## Галерея

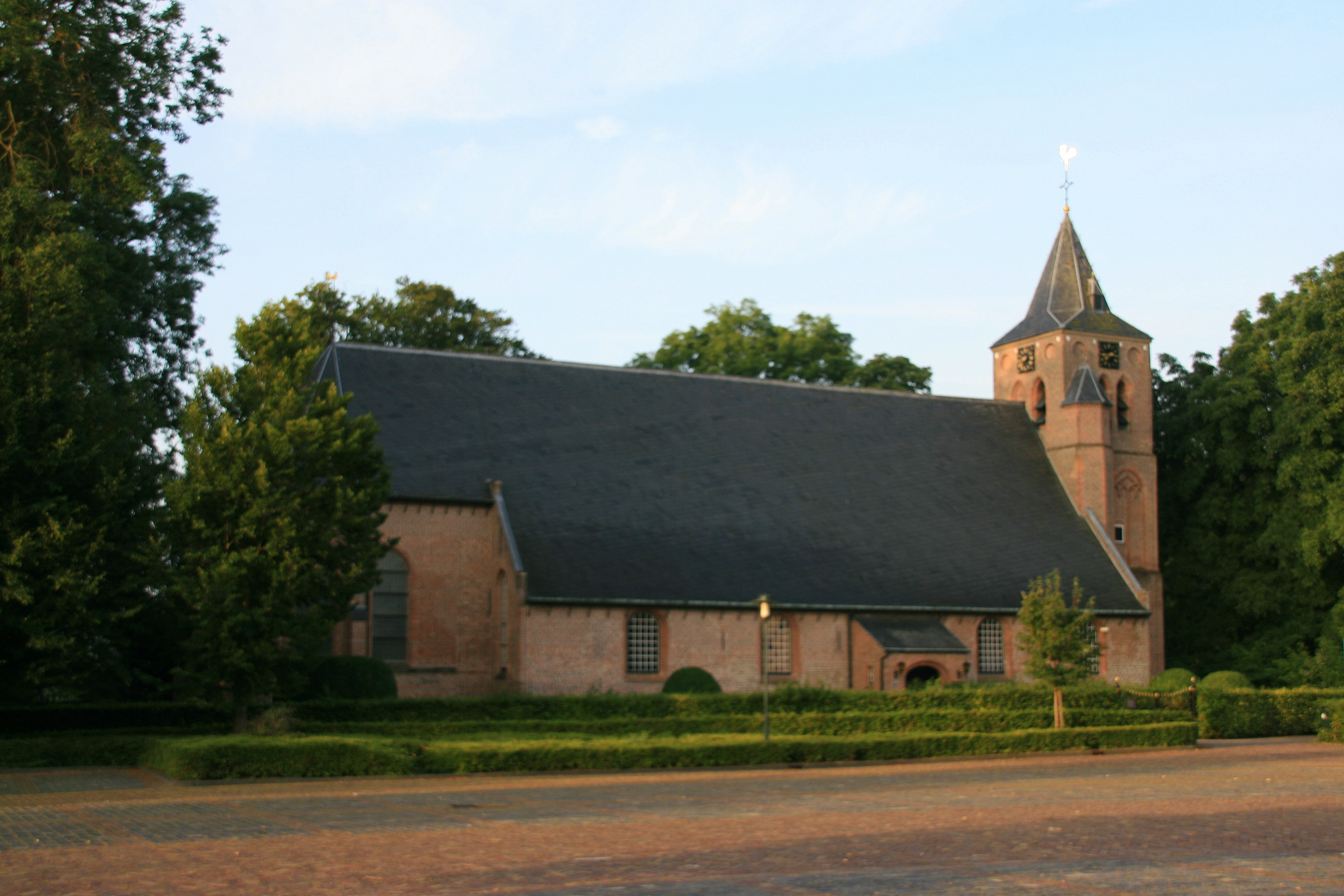
Протестанська церква
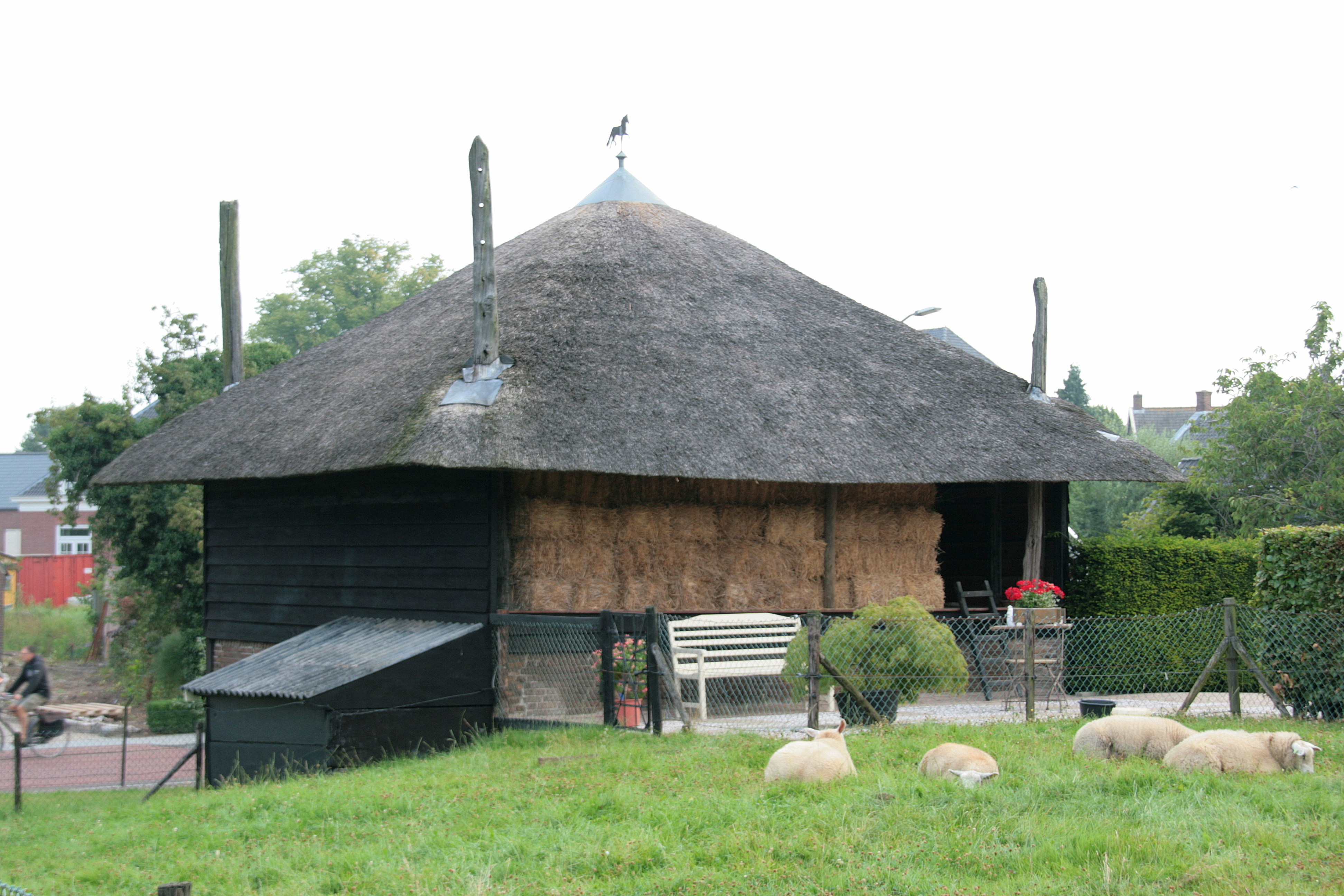
Сіновал
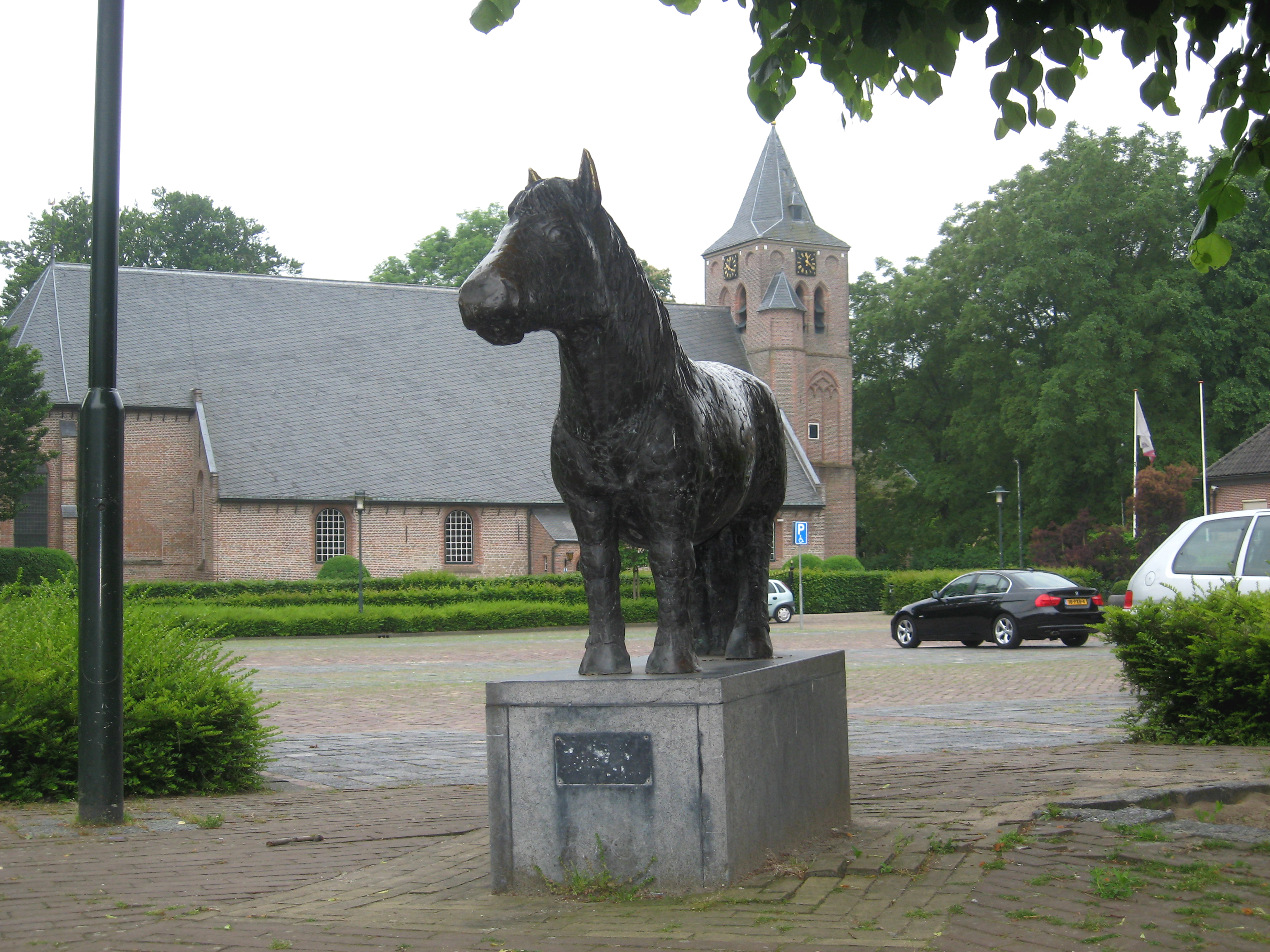
Статуя поні
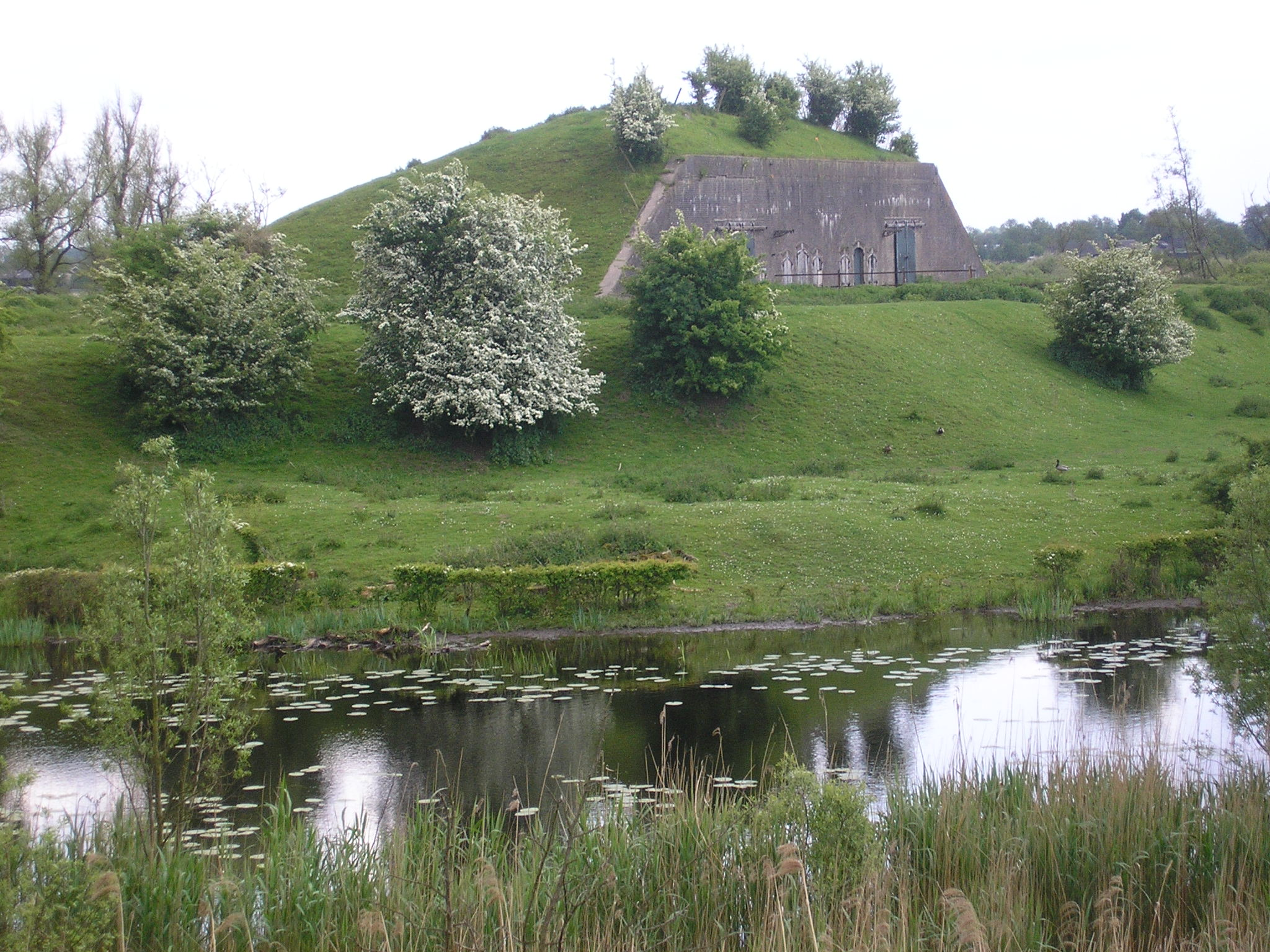
Колишня артилерійська батарея